# Montgaillard-Lauragais
Montgaillard-Lauragais är en kommun i departementet Haute-Garonne i regionen Occitanien i södra Frankrike. Kommunen ligger i kantonen Villefranche-de-Lauragais som tillhör arrondissementet Toulouse. År 2022 hade Montgaillard-Lauragais 689 invånare.

## Befolkningsutveckling
Antalet invånare i kommunen Montgaillard-Lauragais
Referens:INSEE